# Catholique irlandais
Catholique irlandais est un terme utilisé pour décrire les personnes d'origine ou d'ascendance irlandaise et de confession catholique,, dans les pays anglophones majoritairement. De nombreux Irlandais quittèrent l'Irlande entre 1840 et 1850, principalement à cause de la Grande Famine en Irlande, pour rejoindre les États-Unis, le Canada, l'Australie et la Nouvelle-Zélande. D'autres emigrèrent en Grande-Bretagne afin d'y trouver du travail.